# Baden-Powell Peak
Baden-Powell Peak (dříve známý jako Urkema Peak) je hora v Himálaji na hranici Nepálu a Čínské lidové republiky. Leží asi sto kilometrů západně od Mount Everestu. V roce 2007 vláda Nepálu přejmenovala horu Urkema Peak na Baden-Powell Peak, na počest britského vojáka Roberta Badena-Powella, zakladatele světového skautského hnutí.

## Prvovýstup
První výstup na vrchol Baden-Powell Peak byl uskutečněn 12. srpna 2007 mezinárodním týmem členů skautingu, včetně členů z Austrálie, Koreje, Tchaj-wanu, Singapuru, Hongkongu, Malajsie a Nepálu.